# Outline Processor Markup Language
Outline Processor Markup Language（日: アウトライン・プロセッサ・マークアップ言語、略称：OPML）は、XML 1.0をベースとして記述されたマークアップ言語の一つで、文書のアウトライン構造の情報を異なるOS・環境間で交換可能にするための規格である。
本来の目的としては、XMLに文書のアウトライン構造を格納するためのフォーマット仕様であり、各種仕様書やプレゼンテーション資料、台本や小説などの各種文書の編纂において、アウトライン構造を記述し、その情報を様々な環境で交換できるようにするための規格として策定されている。これによって様々なデータをあらゆる環境でシンプルかつ容易に閲覧・編集でき、また文書の内蔵化や将来の拡張性も合わせもっている。
また、複数のウェブサイトの情報をリストとして表現することも可能で、最近ではRSSリーダーにおいて、複数のRSSフィードのリストをOPML形式でインポート・エクスポートすることが可能になっている。